# 永宁军
永宁军，北宋时设置的军。
天圣七年（1029年）改永定军置，治所在博野县（今河北省蠡县）。宣和七年（1125年）废，改置博野县，不久复置。金朝天会七年（1129年），升为宁州。